# گورستان کوله ژیه
گورستان کوله ژیه مربوط به هزاره اول قبل از میلاد است و در شهرستان رضوانشهر، روستای چروده واقع شده و این اثر در تاریخ ۱۹ مرداد ۱۳۸۴ با شمارهٔ ثبت ۱۲۸۳۸ به‌عنوان یکی از آثار ملی ایران به ثبت رسیده است.